# Kazimierz Mann

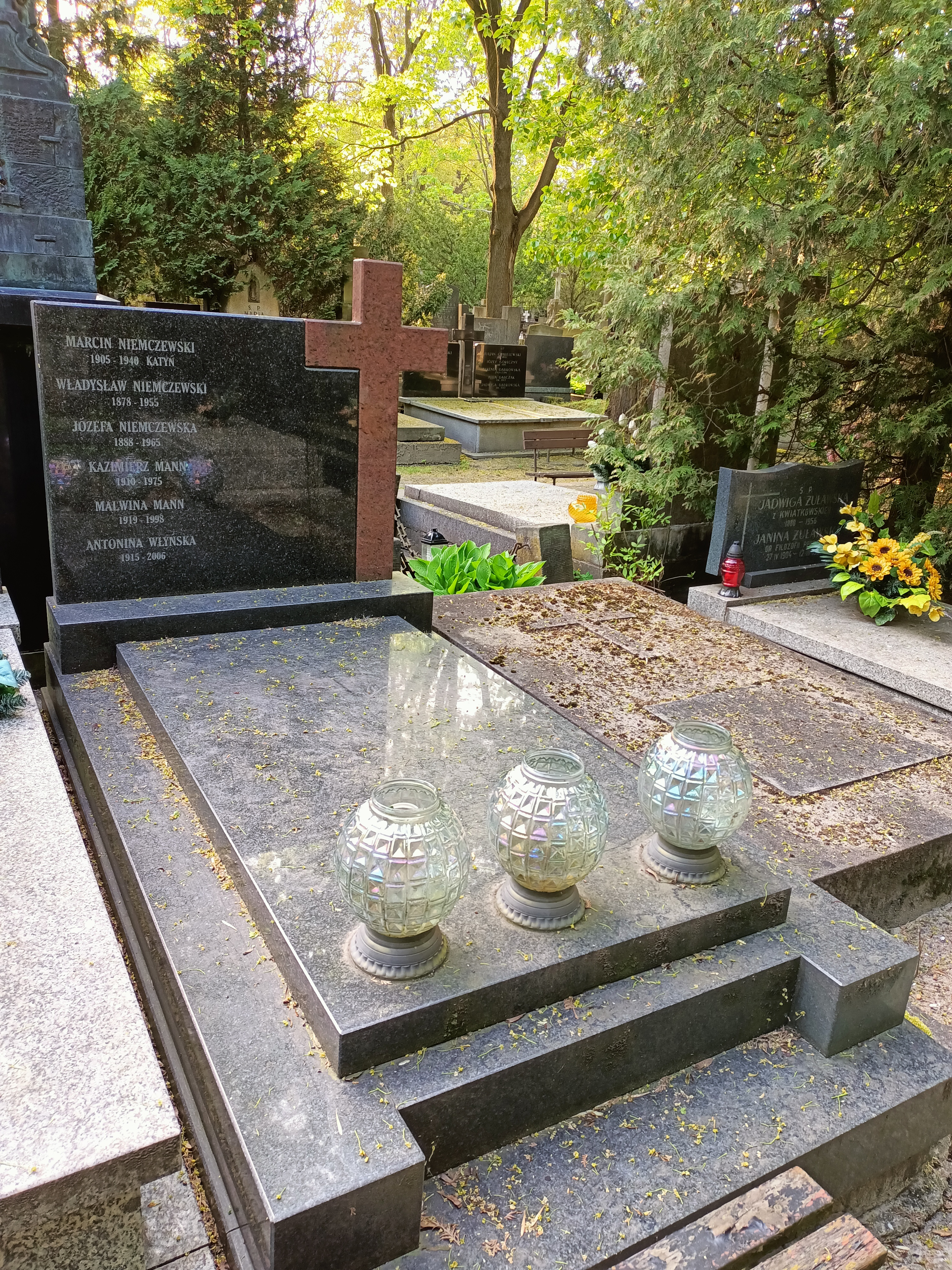
Grób Kazimierza Manna na cmentarzu Powązkowskim w Warszawie

Kazimierz Mann (ur. 7 października 1910 we Lwowie, zm. 9 sierpnia 1975 w Warszawie) – polski artysta, zajmował się malarstwem ściennym i sztalugowym, mozaiką, grafiką użytkową i warsztatową, plakatem oraz oprawą plastyczną wystaw.

## Życiorys
Był synem Wilhelma Manna i Emilii z domu Quest, bratankiem Józefa Manna. Jego przodkowie byli kolonistami niemieckimi pochodzącymi z Nadrenii, osiadłymi we Lwowie. Kazimierz Mann studiował architekturę na Uniwersytecie Jana Kazimierza we Lwowie w latach 1928–1930 i w wiedeńskiej Kunstgewerbeschule w 1930–1935, którą ukończył z odznaczeniem. Miał dwoje dzieci: Martę, która pracuje jako projektant w Los Angeles, oraz Wojciecha, dziennikarza radiowego i telewizyjnego. Jego braćmi byli: Roman (1911–1960), scenograf filmowy i Tadeusz (1908–1993), biochemik. Był członkiem Związku Autorów i Kompozytorów Scenicznych.

### Kontrowersje
Podczas II wojny światowej publikował swoje rysunki w niemieckiej polskojęzycznej prasie propagandowej wychodzącej na terenach okupowanej Polski. Po wojnie, w 1951 roku, został skazany za kolaborację z nazistami. W więzieniu spędził dwa lata do amnestii w 1953 roku.

## Twórczość
W latach 1936–1938 Kazimierz Mann był kierownikiem atelier grafiki Polskiej Agencji Telegraficznej PAT. W latach 1937–1938 opracowywał graficznie Rocznik Polskiej Grafiki Reklamowej PAT i czasopisma Ligi Popierania Turystyki Polska.
Do jego ważniejszych, przedwojennych realizacji należy zaprojektowanie i wykonanie w 1937 roku polichromii w schronisku na Gubałówce (niezachowana). Otrzymał złoty medal za projekt panneau w 1939 roku na Wystawie Światowej w Nowym Jorku.
Po wojnie zajmował się grafiką, był projektantem i autorem oprawy plastycznej wystaw dla:
- Centrali Handlu Zagranicznego CIECH (Centrala Importowo-Eksportowa Chemikaliów),
- Centrali Handlu Zagranicznego Uniwersal,
- Przedsiębiorstwa Handlu Zagranicznego Cetebe,
- Centrali Handlu Zagranicznego PAGED, organizowanych m.in. w Wiedniu, Zagrzebiu, Moskwie, Londynie, Sztokholmie, Paryżu, Budapeszcie, Pradze, Pekinie, Izmirze, Helsinkach.

Projekty panneau:
- w ramach Międzynarodowych Targów Poznańskich w 1948 w Pawilonie Przemysłu Stoczniowego i SPOŁEM
- na Wystawie Ziem Odzyskanych, Wrocław
- w sali energii słonecznej w Muzeum Techniki w Moskwie w 1970 r.

W latach 1965–1970 projektował i wykonywał polichromie w salach Muzeum Techniki im. Marii Skłodowskiej-Curie w Warszawie. W latach 1962–1969 zaprojektował mozaiki dla kopalń: Jan, Radzionków, Michałowice i Dom Metalowca w Muszynie. Zaprojektował również opracowanie plastyczne dworców kolejowych: Warszawa Gdańska, Kunowice, Terespol, Sandomierz,.
Od 1960 był członkiem szeregu komisji artystycznych, m.in.:
- Spółdzielni Pracy Artystów Plastyków ART,
- istniejącej do 1973 warszawskiej Specjalistycznej Spółdzielni Pracy Reklam Świetlnych i Neonowych LUMEN,
- Przedsiębiorstwa Wystaw i Targów Zagranicznych,
- Centrali Przemysłowo-Handlowej INCO, dla której również projektował materiały reklamowe i opakowania kosmetyków popularnej marki Celia.

Od 1963 roku był kierownikiem artystycznym Pracowni Projektowania Form Przemysłowych i Opakowań Związku Spółdzielni Inwalidów. W 1963 roku był jednym z uczestników wystawy Sztuka użytkowa w Centralnym Biurze Wystaw Artystycznych w Warszawie (obecnie Narodowa Galeria Sztuki Zachęta).
Spoczywa na cmentarzu Powązkowskim w Warszawie (kwatera 216, rząd 5/2, miejsce 29).

## Prace artysty

### Plakaty
- 1962: Pinokio
- 1962: Przez góry i doliny
- 1963: Ali i wielbłąd
- 1963: Ballada huzarska[9].